# 秀彬 (1996年)
朴秀彬（： Park Soo Bin，1996年7月14日—），藝名秀斌，韓國女歌手，STARSHIP娛樂旗下女子組合宇宙少女及小分隊Sweet組成員，在隊中擔任主唱。2016年2月25日以宇宙少女成員身份，發行首張迷你專輯《WOULD YOU LIKE?》正式出道。2020年10月7日以宇宙少女小分隊CHOCOME成員身份發行首張單曲《Hmph! (흥칫뿡)》出道。

## 经历

### 出道前
2015年12月10日，STARSHIP娛樂 公開「Sweet 組」三位成員 ─ 雪娥、EXY、秀斌的宣傳照與基本資料。

### 2016年：以宇宙少女出道、企划组合 Y Teen
2016年2月25日，以宇宙少女身份出道。
2016年8月3日，秀斌與宇宙少女6名成員（雪娥、多榮、恩熙、程瀟、夏天及EXY）與男子组合MONSTA X的7名成员组成限定版的男女混合團“Y Teen”。8月6日，公開限定组合“Y Teen”《Do Better》的MV。
2024年表示自己的爸爸是前韓式摔跤國手，現為SM C&C經紀部主管，但她從來沒有參加SM娛樂的試鏡或面試。

### 2020年: 宇宙少女小分隊出道
2020年10月7日, 秀斌與宇宙少女3名成員（Luda、多榮及夏天）以宇宙少女小分隊“WJSN Chocome”出道, 並發行首張單曲《Hmph! (흥칫뿡)》。

## 影視作品

### 電視劇
| 年份 | 電視台 | 劇名       | 角色   | 性質 | 集數 |
| 2017 | KBS2   | 最佳的一擊 | 練習生 | 客串 | 4、6 |

### 網絡劇
| 年份 | 播放平台 | 劇名       | 角色   | 性質 | 集數         |
| 2015 | 搜狐視頻 | 高品格單戀 | 練習生 | 客串 | 7、8、17、20 |

### 音樂劇
| 音樂劇 |                  |        |                       |
| 年份   | 作品名稱         | 角色   | 備註                  |
| 2023年 | Aloha,我的媽媽們 | 松花   | 2023.07.15~2023.08.19 |
| 2024年 | 大彗星           | 娜塔莎 | 2024.03.26~2024.06.16 |

#### 固定綜藝節目
| 日期                          | 電視台    | 節目名稱           | 備註                       |
| 2018年9月16日                 | KBS2      | 都市傳說           | E02 與多荣、夏天、延靜參與 |
| 2019年4月25日－2019年11月27日 | Mnet      | TMI News           |                            |
| 2019年5月19日－2019年6月9日   | MBC       | 丫頭們             |                            |
| 2022年9月22日-至今            | JTBC      | 韓文哲的黑盒子評論 |                            |
| 2023年6月2日-2023年9月18日    | TV CHOSUN | 可愛遠征隊         |                            |

#### 嘉賓出演
| 年份   | 日期       | 電視台    | 節目名稱                       | 備註                                  |
| 2016年 | 6月5日     | SBS       | 吃得好過得好的方法，吃飯了嗎？ |                                       |
| 2016年 | 7月1日     | Mnet      | Show Me The Money 5            | 應援 Gill & Mad Clown 隊              |
| 2016年 | 9月18日    | KBS2      | Hello Friends                  | 與恩熙、多荣                          |
| 2017年 | 6月20日    | MBC       | Video Star                     |                                       |
| 2017年 | 7月23日    | SBS       | 我家的熊孩子                   |                                       |
| 2018年 | 8月16日    | JTBC4     | My Mad Beauty Diary            | 與雪娥、多願                          |
| 2018年 | 10月17日   | Celuv.TV  | I’m Celuv                      | 與雪娥、夏天、Luda、延靜              |
| 2019年 | 1月18日    | KBS2      | 《蜜趣答题屋》                 | 與苞娜                                |
| 2019年 | 2月5日     | VLIVE     | 會玩的哥哥                     | 與雪娥、EXY、多榮共同出演             |
| 2019年 | 2月7日     | VLIVE     | 會玩的哥哥                     | 與雪娥、EXY、多榮共同出演             |
| 2019年 | 7月28日    | MBC       | 神秘音樂秀：蒙面歌王           | 藝人評審團                            |
| 2019年 | 7月30日    | JTBC2     | 擺場女3                        |                                       |
| 2019年 | 8月4日     | MBC       | 神秘音樂秀：蒙面歌王           | 藝人評審團                            |
| 2019年 | 8月25日    | XtvN      | Player                         |                                       |
| 2019年 | 9月1日     | XtvN      | Player                         |                                       |
| 2019年 | 9月6日     | JTBC      | 我的孩子是就業王！Do Dream     |                                       |
| 2019年 | 9月19日    | JTBC      | 我的孩子是就業王！Do Dream     |                                       |
| 2019年 | 9月24      | JTBC      | 快點說話吧                     | 與苞娜共同參演                        |
| 2019年 | 10月13日   | XtvN      | Player                         |                                       |
| 2019年 | 11月21日   | lifetime  | 《我的老師是同輩》             | 與EXY、雪娥、夏天、多榮共同參演       |
| 2019年 | 12月1日    | MBC       | 《神秘音樂秀：蒙面歌王》       |                                       |
| 2019年 | 12月7日    | sky Drama | 《We Play》                    | 與EXY、雪娥、苞娜、多願、多榮共同參演 |
| 2019年 | 12月8日    | MBC       | 《神秘音樂秀：蒙面歌王》       |                                       |
| 2020年 | 5月21&28日 | Youtube   | 《幫烤男》                     |                                       |
| 2020年 | 8月17日    | SEEZN     | 《SING AND STAY 2》            | 與EXY、雪娥、多願共同參演             |
| 2020年 | 10月31日   | JTBC      | 《認識的哥哥》                 | 與多榮同參演                          |

## 外部連結
- 秀彬的Instagram帳戶